# Мазуо
Мазуо́ (фр. Mazouau, окс. Masoau) — коммуна во Франции, находится в регионе Юг — Пиренеи. Департамент — Верхние Пиренеи. Входит в состав кантона Барт-де-Нест. Округ коммуны — Баньер-де-Бигор.
Код INSEE коммуны — 65309.

## География

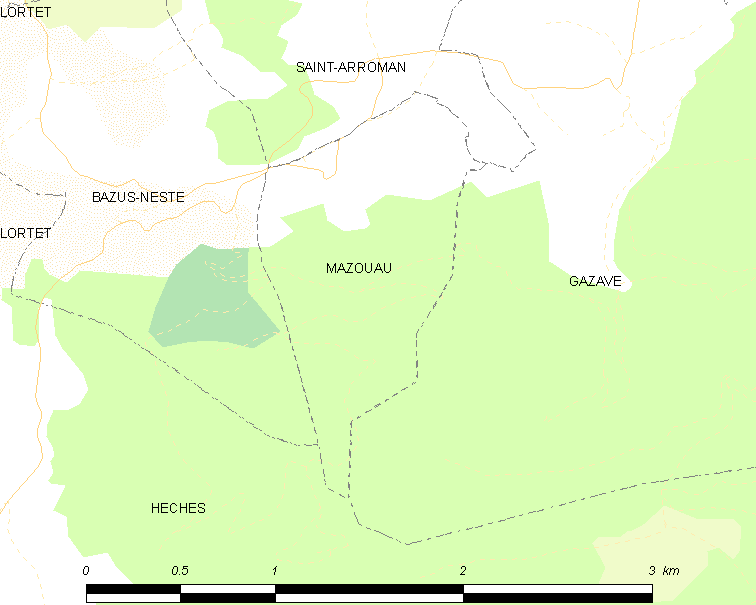
Карта коммуны

Коммуна расположена приблизительно в 670 км к югу от Парижа, в 110 км юго-западнее Тулузы, в 35 км к юго-востоку от Тарба.
Коммуна расположена на плато Ланнемезан. Более половины территории коммуны занимают леса.

## Климат
Климат умеренно-океанический с солнечной тёплой погодой и обильными осадками на протяжении практически всего года.

## Население
Население коммуны на 2010 год составляло 16 человек.
| 1962 | 1968 | 1975 | 1982 | 1990 | 1999 | 2010 |
| ---- | ---- | ---- | ---- | ---- | ---- | ---- |
| 21   | 19   | 27   | 28   | 22   | 11   | 16   |

## Администрация
| Период | Период | Фамилия     | Партия | Примечания |
| ------ | ------ | ----------- | ------ | ---------- |
| 2001   | 2020   | Жоэль Виньо |        |            |

## Экономика
В 2010 году среди 10 человек трудоспособного возраста (15-64 лет) 6 были экономически активными, 4 — неактивными (показатель активности — 60,0 %, в 1999 году было 71,4 %). Из 6 активных жителей работали 6 человек (4 мужчины и 2 женщины), безработных не было. Среди 4 неактивных 2 человека были учениками или студентами, 2 — пенсионерами, 0 были неактивными по другим причинам.